# Dimitrios Negrepontis
Dimitrios Negrepontis (* 25. März 1915 in Lausanne, Schweiz; † Juni 1996 in London, Vereinigtes Königreich) war ein griechischer Schiffsreeder und Skisportler.
Negrepontis wuchs in Lausanne auf und besuchte ein Internat in Klosters. Dort lernte er das Skifahren und nahm bei den Olympischen Winterspielen im Februar 1936 in Garmisch-Partenkirchen im Skilanglauf und an der Alpinen Kombination teil, die er aber beide vorzeitig beendete. Zudem war er dort bei der Eröffnungsfeier Fahnenträger. Er wurde Schiffsreeder und heiratete im Jahr 1939. Sein Sohn Nicholas Negroponte ist Informatiker und Professor am Massachusetts Institute of Technology und sein Sohn John Negroponte ist ein ehemaliger US-amerikanischer Diplomat und Politiker.